# 湖南外贸职业学院

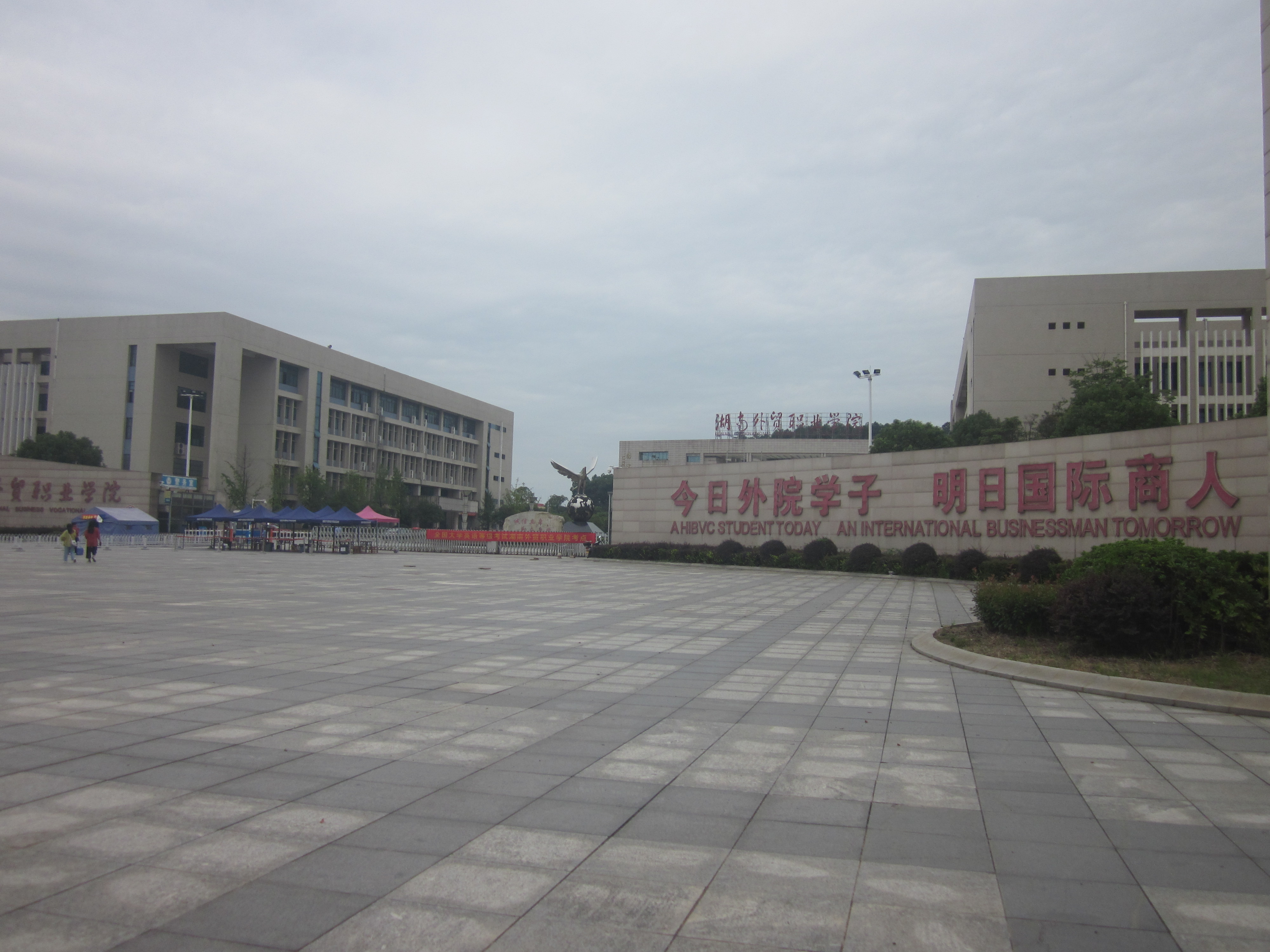
湖南外贸职业学院校门。

湖南外贸职业学院（英語：Hunan International Business Vocational College）位于湖南省长沙市望城区丁字镇翻身垸，（旧称“湖南对外经济贸易职业学院”）是经湖南省人民政府批准、国家教育部备案，商务厅主办的公办全日制普通高等职业学院，同时，也是湖南省教育厅重点建设的省级示范学院。由湖南省对外经济贸易学校和湖南省经济贸易学校合并升格而成，办学历史可追溯到1954年成立的湖南省粮食学校。学院是由湖南省商务厅主办，集学历教育、职业培训为一体的全日制高等职业学院。为湖南省一所高等专科大学。湖南外贸职业学院分为三个校区：新校区（望城区丁字镇翻身垸）、南校区（天心区莫家坳）、北校区（天心区书院路经贸街）。

## 历史
1954年，湖南省建立了湖南省粮食学校；1978年，湖南省建立了湖南省对外经济贸易学校；2003年，这两所学校合并，建立了“湖南对外经济贸易职业学院”。2011年，湖南对外经济贸易职业学院更名为：“湖南外贸职业学院”。

## 学校院系
学院现设有国际商务学院 、商务外语学院、会计学院、工商管理学院、服务外包学院、艺术设计学院、旅游与航空服务学院、成本管控学院、五年制高职部、继续教育学院等10个教学系（院），开办有30多个专业。

## 学校文化

### 校训
诚信立身，勤奋立业

### 办学理念
以国际视野办学，育高端技能人才

### 办学思想
面向世界、面向市场、面向学生、面向未来

## 对外合作
湖南外贸职业学院和澳大利亚博士山学院建立了友好合作关系。